# Furoate de diloxanide
Le furoate de diloxanide est un amibicide luminal utilisé dans le traitement de l'amibiase. Ce médicament a été découvert en 1956 par les Laboratoires Abbott, qui détient aujourd'hui la marque Furamide sous laquelle il est distribué. C'est le médicament de choix pour des infections asymptomatiques de la lumière intestinale, ainsi que pour le traitement ultérieur à un traitement d'infections invasives causées par les amibes.
Une étude conduite sur 14 ans par les CDC des États-Unis de 1977 à 1990 ont montré que le furoate de diloxanide induit des effets secondaires (flatulences, diarrhées, douleurs abdominales, nausées, céphalées, étourdissements, voire diplopie) chez seulement 14 % des porteurs asymptomatiques d’Entamoeba histolytica.
Il fait partie de la liste des médicaments essentiels de l'Organisation mondiale de la santé (liste mise à jour en avril 2013).